# Willy DeVille

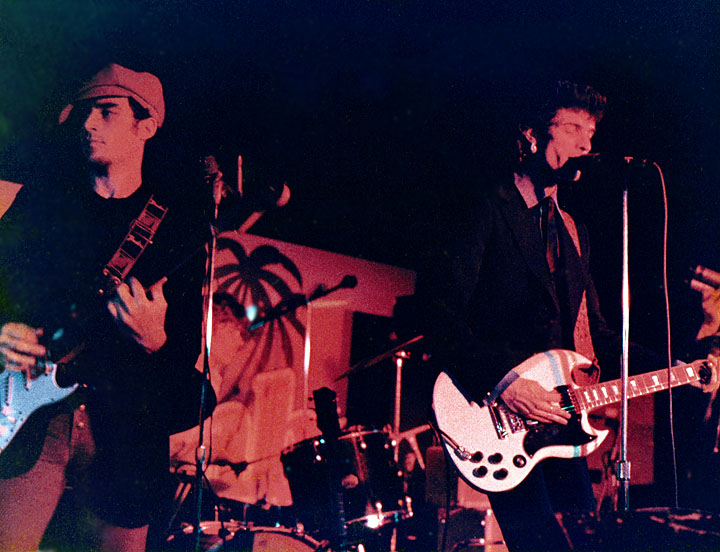
Louis X. Erlanger (links) en Willy DeVille van Mink DeVille in 1977.

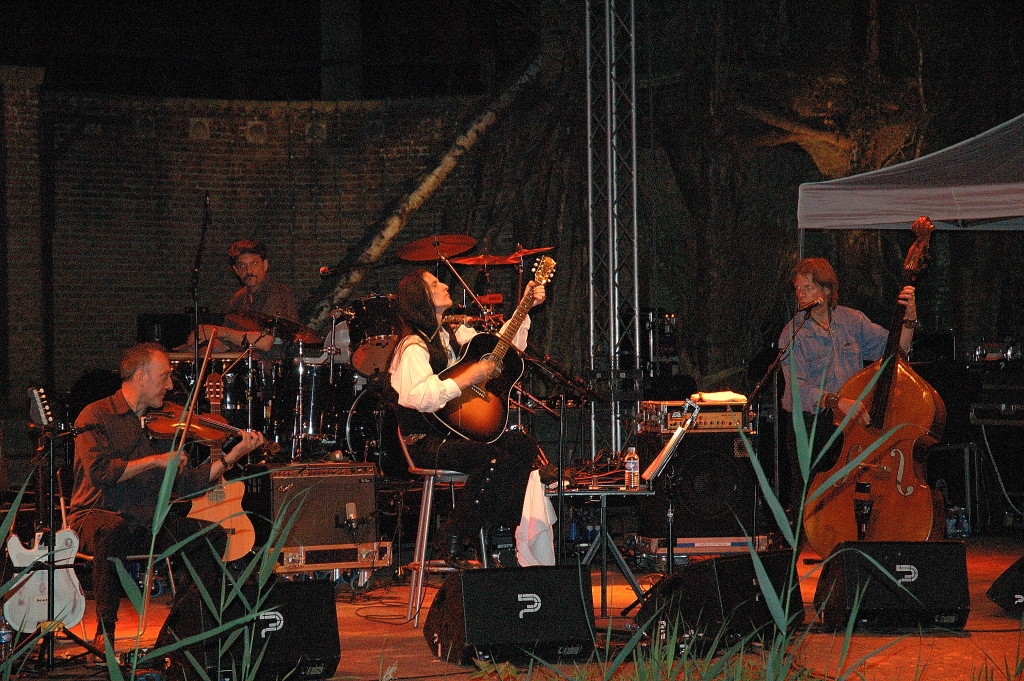
Willy DeVille in de Kersouwe, Heeswijk-Dinther, Nederland op 15 juli 2005

Willy DeVille, pseudoniem van William Paul Borsey (Stamford (Connecticut), 25 augustus 1950 – New York, 6 augustus 2009), was een Amerikaans zanger en liedjesschrijver. Hij maakte aanvankelijk naam als leadzanger van de band Mink DeVille en scoorde met deze band in 1977/1978 de internationale hit Spanish stroll en in 1984 de hit Each word's a beat of my heart.

## Carrière
Als tiener speelde Willy in een band, Billy and the Kids genaamd. Hij verhuisde naar Londen waar hij een band wilde beginnen, maar slaagde er niet in muzikanten met eenzelfde visie te vinden. Uiteindelijk belandde hij in San Francisco, waar hij een band oprichtte samen met Ruben Siguenza en drummer Tom "Manfred" Allen. De band trad op onder de namen Billy DeSade & the Marquis en de Lazy Eights voordat ze de naam Mink DeVille aannamen. De band verhuisde naar New York, waar hij een rol speelde als een van de pioniers van de punk. Hij was een van de oorspronkelijke huisbands van CBGB, de New Yorkse nachtclub die een grote rol heeft gespeeld in het ontstaan van punkmuziek, midden jaren 70, denk hierbij bijvoorbeeld aan de popgroep Blondie, met zangeres Deborah Harry.
Composities van DeVille zijn vaak gevuld met romantische overtuiging en hunkering. Latin, bluesriffs en invloeden van country zijn te herkennen. Spanish stroll was een internationale hit in 1978. Storybook Love (genomineerd voor een Academy Award in 1987) is gebruikt in de film The Princess Bride. DeVilles Just to Walk that Little Girl Home (geschreven met Doc Pomus) in de film The Pope of Greenwich Village en It's So Easy in de film Cruising. 
Storybook Love staat op het door Mark Knopfler (Dire Straits) geproduceerde album "Miracle" (Polydor), zijn allereerste soloalbum nadat de band Mink DeVille failliet was verklaard. 
DeVille was van 1980 tot 2000 verslaafd aan heroïne, wat zijn carrière beïnvloed heeft. 
Hij was drie maal getrouwd, eerst met Susan 'Toots' Berle. Met haar had hij een zoon, Sean. Zijn tweede vrouw was Lisa Leggett (die in 2001 zelfmoord pleegde) en zijn derde vrouw was Nina Lagerwall. In juni 2009 maakte zij bekend dat DeVille alvleesklierkanker had. Op 6 augustus dat jaar overleed DeVille aan de gevolgen hiervan in een ziekenhuis in New York.
In 2023 ging de film Heaven Stood Still: The Incarnations Of Willy DeVille van regisseur Larry Locke in premiere.

## Discografie

### Met Mink DeVille
- Live at CBGB’s (Umfug) 1976
- Mink Deville (V.S.) Cabretta (Europa) (Capitol) 1977 (Era) 1993
- Return to Magenta (Capitol) 1978 (Era) 1993
- Le Chat Bleu (Capitol) 1980 (Era) 1993 (Aus. Raven) 2003
- Coup de Grâce (Atlantic) 1981
- Savoir Faire (Capitol) 1981
- Where Angels Fear to Tread (Atlantic) 1983
- Sportin' Life (Polydor) 1985
- Cadillac Walk (Capitol) 2001

### Als Willy DeVille
- Victory Mixture (Orleans) 1990 (Blue Moon) 2003
- Backstreets of Desire (UK EastWest) 1992 (Forward) 1994
- Big Easy Fantasy (Fr. New Rose) 1995
- Loup Garou (UK EastWest) 1995 (Discovery) 1996
- Best Of (UK Wagram) 1996
- Miracle (Polydor) 1987 (Aus. Raven) 1997
- Love & Emotion: The Atlantic Years (UK WEA) 1999
- Horse of a Different Color (UK EastWest) 2001
- Acoustic Trio Live in Berlin ( Eagle ) 2002
- Crow Jane Alley (Eagle) 2004
- Pistola (Eagle) 2008

## Hitlijsten

### Albums
| Album met eventuele hitnotering(en) in de Nederlandse Album Top 100 | Datum van verschijnen | Datum van binnenkomst | Hoogste positie | Aantal weken | Opmerkingen                      |
| ------------------------------------------------------------------- | --------------------- | --------------------- | --------------- | ------------ | -------------------------------- |
| Coup de grace                                                       | 1981                  | 31-10-1981            | 16              | 21           | als Mink DeVille                 |
| Where the angels fear to tread                                      | 1983                  | 10-12-1983            | 15              | 26           | als Mink DeVille                 |
| Sportin' life                                                       | 1985                  | 15-06-1985            | 22              | 12           | als Mink DeVille                 |
| Miracle                                                             | 1987                  | 31-10-1987            | 26              | 7            |                                  |
| Victory mixture                                                     | 1990                  | 15-12-1990            | 53              | 8            |                                  |
| Backstreets of desire                                               | 1992                  | 10-10-1992            | 18              | 23           |                                  |
| Live                                                                | 1993                  | 11-12-1993            | 31              | 21           | Livealbum                        |
| Loup garou                                                          | 1995                  | 04-11-1995            | 55              | 6            |                                  |
| Greatest hits                                                       | 1996                  | 27-04-1996            | 56              | 3            | met Mink DeVille / Verzamelalbum |
| Horse of a different color                                          | 1999                  | 07-08-1999            | 70              | 5            |                                  |
| Crow Jane Alley                                                     | 2004                  | 25-09-2004            | 42              | 3            |                                  |
| Pistola                                                             | 2008                  | 09-02-2008            | 37              | 5            |                                  |

| Album met hitnotering(en) in de Vlaamse Ultratop 200 albums | Datum van verschijnen | Datum van binnenkomst | Hoogste positie | Aantal weken | Opmerkingen |
| ----------------------------------------------------------- | --------------------- | --------------------- | --------------- | ------------ | ----------- |
| Loup garou                                                  | 1995                  | 18-11-1995            | 48              | 1            |             |
| Crow Jane Alley                                             | 2004                  | 02-10-2004            | 35              | 6            |             |
| Pistola                                                     | 2008                  | 16-02-2008            | 70              | 3            |             |

### Singles
| Single met eventuele hitnotering(en) in de Nederlandse Top 40 | Datum van verschijnen | Datum van binnenkomst | Hoogste positie | Aantal weken | Opmerkingen                                                                          |
| ------------------------------------------------------------- | --------------------- | --------------------- | --------------- | ------------ | ------------------------------------------------------------------------------------ |
| Spanish stroll                                                | 1977                  | 22-10-1977            | 3               | 13           | als Mink DeVille / #4 in de Nationale Hitparade / AVRO's Radio en TV-Tip Hilversum 3 |
| Just your friends                                             | 1978                  | 17-06-1978            | tip10           | -            | als Mink DeVille / #47 in de Nationale Hitparade                                     |
| Mazurka                                                       | 1980                  | 19-07-1980            | tip11           | -            | als Mink DeVille / #43 in de Nationale Hitparade                                     |
| Each word's a beat of my heart                                | 1984                  | 11-02-1984            | 32              | 3            | als Mink DeVille / #48 in de Nationale Hitparade / #33 in de TROS Top 50             |
| Demasiado corazon (Too much heart)                            | 1984                  | 16-06-1984            | 10              | 7            | als Mink DeVille / #14 in de Nationale Hitparade / #10 in de TROS Top 50             |
| Miracle                                                       | 1987                  | 31-10-1987            | tip2            | -            | #60 in de Nationale Hitparade Top 100                                                |
| Storybook love                                                | 1988                  | 26-03-1988            | tip16           | -            | met Mark Knopfler / #77 in de Nationale Top 100                                      |
| Hey Joe                                                       | 1992                  | 07-12-1992            | 14              | 8            | #20 in de Nationale Top 100                                                          |

### NPO Radio 2 Top 2000
| Nummers met noteringen in de NPO Radio 2 Top 2000 | '99  | '00 | '01  | '02  | '03  | '04  | '05  | '06  | '07  | '08  | '09  | '10  | '11  | '12  | '13  | '14  | '15  | '16  | '17  | '18  | '19  | '20  | '21  |
| ------------------------------------------------- | ---- | --- | ---- | ---- | ---- | ---- | ---- | ---- | ---- | ---- | ---- | ---- | ---- | ---- | ---- | ---- | ---- | ---- | ---- | ---- | ---- | ---- | ---- |
| Demasiado corazón                                 | 1157 | -   | 1615 | 1138 | 1433 | 1753 | 1053 | 1061 | 1488 | 1303 | 1020 | 1104 | 1253 | 1315 | 1497 | 1564 | 1900 | -    | -    | -    | -    | -    | -    |
| Spanish Stroll                                    | 1261 | 932 | 832  | 1072 | 841  | 624  | 752  | 759  | 913  | 767  | 736  | 868  | 979  | 990  | 1088 | 1193 | 1426 | 1391 | 1505 | 1707 | 1639 | 1654 | 1686 |

1. ↑  Een '-' betekent dat het nummer niet was genoteerd en een vetgedrukt getal geeft de hoogste notering van een nummer aan.
2. ↑  Deze tabel is bijgewerkt tot en met de laatste editie (2024).

### Dvd's
| Dvd's met hitnoteringen in de DVD Top 30 | Datum van verschijnen' | Datum van binnenkomst | Hoogste positie | Aantal weken | Opmerkingen |
| ---------------------------------------- | ---------------------- | --------------------- | --------------- | ------------ | ----------- |
| The Berlin concerts 2002                 | 2003                   | 08-03-2003            | 25              | 2            |             |
| Live in the Lowlands                     | 2006                   | 08-04-2006            | 6               | 12           |             |
| Live at Montreux 1994                    | 2009                   | 04-04-2009            | 14              | 9            |             |